# The Latitudz
The Latitudz, ou typographié The LatitudZ, est un groupe de hip-hop et rock français, originaire des Yvelines. Il se compose de quatre musiciens incluant le rappeur Edash Quata, et le batteur Olivier Brana. Leur rencontre s'effectue à l’occasion d'une série de jam sessions en public, improvisées sur la côte, durant l'été 2004.
Pendant un an, ils composent et occupent la scène en organisant des soirées open mic, scène ouverte aux MCs. Ces soirées rencontrent un franc succès et ouvrent la voie aux mélanges en tous genres.

## Biographie
En octobre 2005, le combo exécute son premier set live sous le nom officiel The Latitudz. Entre compositions et répétitions, le groupe développe une fusion hip-hop et rock en intégrant une puissante formation basse, batterie, guitare, enrichie de samples, au service d’un flow anglophone aux influences hip-hop,.
En novembre 2006, The Latitudz se fait remarquer par la commission artistique du Cry pour la Musique et intègre Yvelive (dispositif d’accompagnement artistique yvelinois), un soutien professionnel qui leur permet de travailler différents aspects de leur projet. En septembre 2007, le groupe publie l’EP A Will, a Drill, and a Goldmine, première trace sonore du groupe. Ce disque reçoit rapidement un écho favorable qui leur permet d’accéder à des scènes de plus grande envergure.
En janvier 2008, le groupe se retrouve sélectionné par le tremplin du Grand Zebrock. Au terme de plusieurs mois d'accompagnement pro, le combo remporte la finale de l'édition 2008 du tremplin à la Maroquinerie, le 11 juin 2008, ce qui leur permet d'être programmés à la Fête de l'Huma, le 12 septembre 2008,,,. Le titre phare de leur nouvel opus étant Bumpy, un morceau dynamique et funky qui rencontre un grand succès. La machine est lancée, et après avoir pris part aux Découvertes du Printemps de Bourges 2008, le groupe est programmé au festival Rock en Seine fin août 2008.
Après plusieurs concerts à travers la France, les Tudz partent en tournée en Afrique de l'est en juin 2009, incluant Madagascar. Ils travaillent en 2009 avec le dispositif "Zebrock au bahut" - ils donnent un concert pour les élevès participant à ce projet et font une remise de prix.

## Discographie

### Albums studio
- 2007 : A Will, a Drill, and a Goldmine

### Compilations
- 2007 : YveLive 2006/2007
- 2008 : Peace and Lobe Vol.3
- 2008 : Les Découvertes du Printemps de Bourges et de la Fnac 2008
- 2008 : Ateliers Live Sessions volume 6 2007-2008